# Kilburn High and Low
Kilburn High and Low – civil parish w Anglii, w North Yorkshire, w dystrykcie (unitary authority) North Yorkshire. W 2011 civil parish liczyła 227 mieszkańców.